# Бекерли, Мэри
Мэри Бекерли (Mary Catherine Beckerle; род. 1954) — американский цитолог, специалист по биологии рака. Доктор философии, руководитель (CEO и директор) Huntsman Cancer Institute (с 2006, перед чем с 2003 г. там заместитель директора, работает в этом институте с его открытия в 1999 году), заслуженный профессор Университета Юты, где трудится с 1986 года. Член Американского философского общества (2017) и НАН США (2021).
Окончила Wells College (бакалавр биологии и психологии).
Степень доктора философии по биологии получила в Колорадском университете в Боулдере. Являлась постдоком в Университете Северной Каролины в Чапел-Хилл.
С 2013 года член совета директоров Американской ассоциации по изучению рака.
Также является членом советов директоров Huntsman Corporation и Johnson & Johnson.
Состоит в Медицинском консультативном совете Медицинского института Говарда Хьюза.
В 2006 году президент Американского общества клеточной биологии.
Член Американской академии искусств и наук (2008).
С 1990 года замужем за David Murrell, с которым имеет сына.

## Награды и отличия
- WICB Junior Award[англ.] (1986)
- Biology Award for Excellence in Teaching Университета Юты (1994)
- Стипендия Гуггенхайма (1999[7])
- Rothschild-Yvette Mayent Award Scholar, Институт Кюри в Париже (2000)
- Utah Governor's Medal for Science and Technology[англ.] (2001)
- Sword of Hope Award, Американское онкологическое общество (2004)
- Rosenblatt Prize for Excellence (2007), высшее отличие Университета Юты
- Alfred G. Knudson Award in Cancer Genetics, NIH’s National Cancer Institute (2018)[8][9]
- YWCA Utah 2018 Outstanding Achievement Award in Medicine and Health[10]